# Józef Seidenbeutel

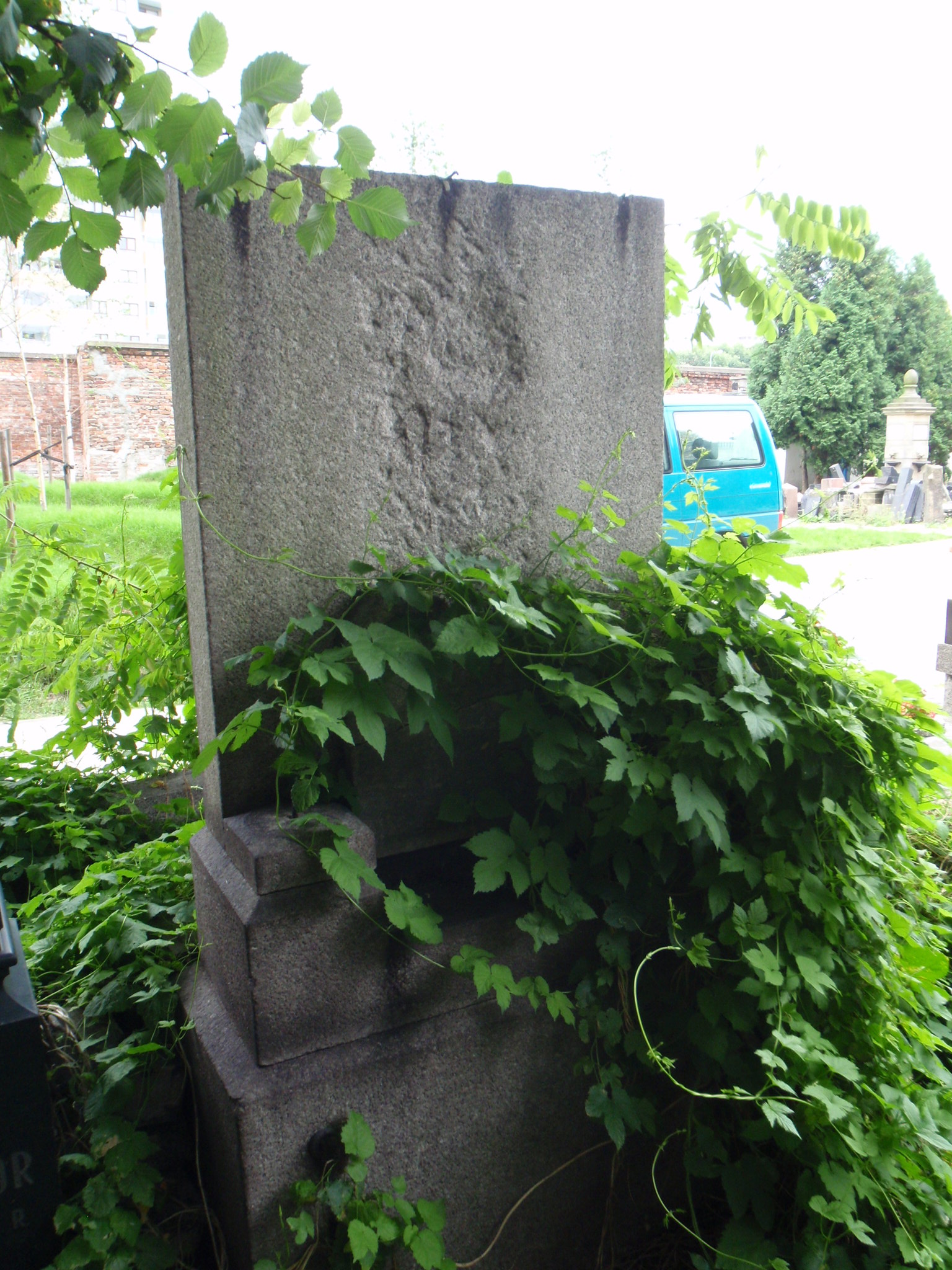
Grób Józefa Seidenbeutla na cmentarzu żydowskim w Warszawie

Józef Seidenbeutel (jid. יוסף זיידענבייטעל; ur. 24 października 1894 w Warszawie, zm. 15 czerwca 1923 w Otwocku) – polski malarz żydowskiego pochodzenia, starszy brat Efraima i Menasze Seidenbeutlów.
Był jednym z ośmiorga dzieci księgowego w fabryce tekstylnej. Studiował na warszawskiej Akademii Sztuk Pięknych. Jego wykładowcą był m.in. Stanisław Lentz. Utrzymywał żywe stosunki z Abrahamem Ostrzegą, Szymonem Kratką, Fiszlem Rubinlichtem, Henrykiem Berlewim, Efraimem Kaganowskim i Maksem Eliowiczem. 
Był portrecistą i ilustratorem książek. 
Zmarł w wyniku gruźlicy. Pochowany jest na cmentarzu żydowskim przy ulicy Okopowej w Warszawie (kwatera 71, rząd 2).